# Carlos Bunga

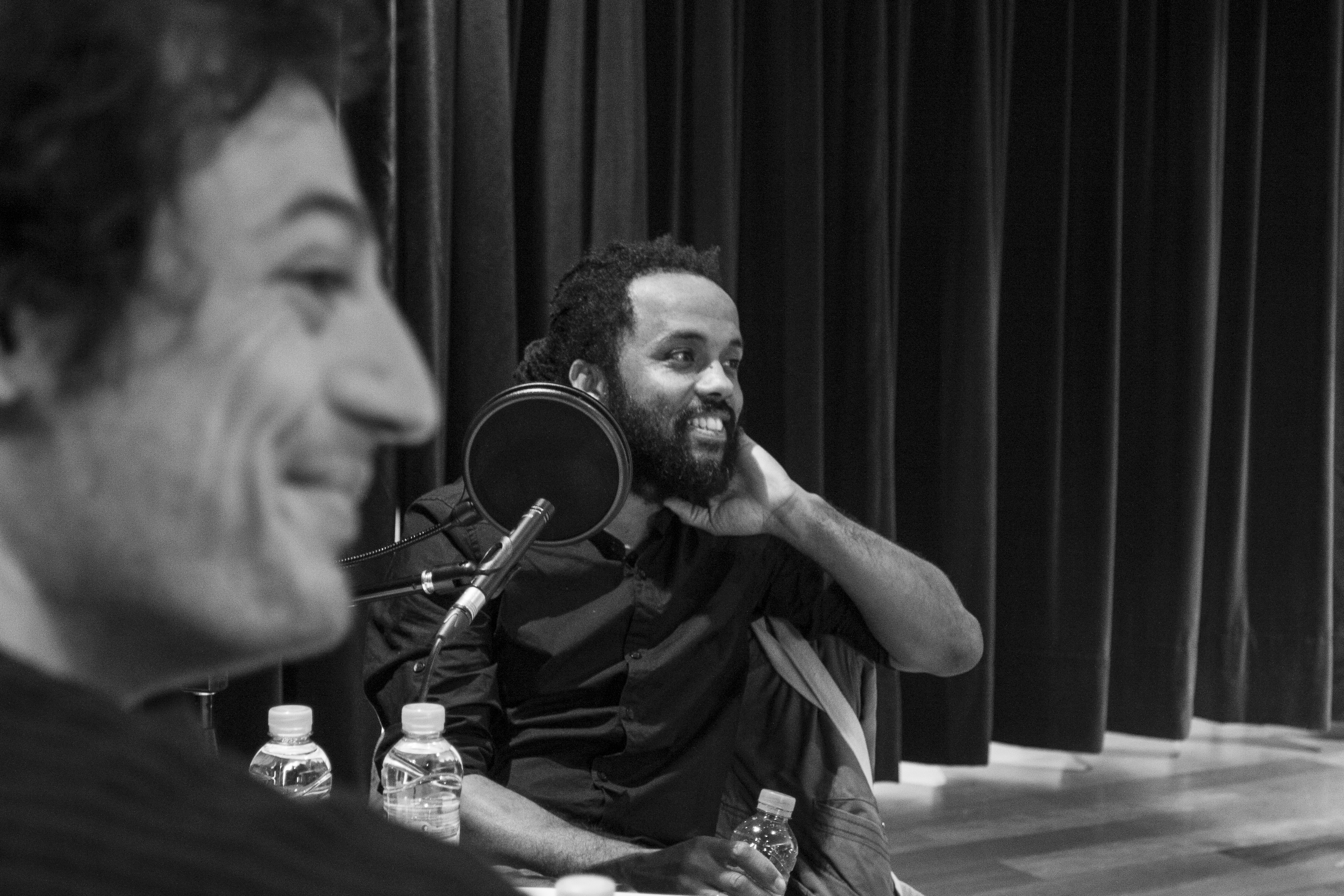
Carlos Bunga

Carlos Bunga (* 1976 in Porto, Portugal) ist ein afroportugiesischer Künstler angolanischer Abstammung. Er gehört zu den bedeutendsten zeitgenössischen bildenden Künstlern Portugals.

## Leben und Wirken
Carlos Bungas Mutter floh während des Bürgerkrieges in Angola nach Portugal, wo er 1976 in Porto geboren wurde. Von 1998 bis 2000 studierte er Kunstwissenschaften an der Kunsthochschule in Caldas da Rainha.
Bunga lebt und arbeitet in Barcelona.

## Schaffen
Bunga benutzt in seiner Kunst stets einfaches Material, so etwa Karton, Verpackungsmaterial oder Klebeband. Vertreibung und Migration sind auch Themen des Künstlers.
Sein Werk ist geprägt von einer Fragmentierung, die auch dem gesellschaftlichen und kulturellen Leben seiner Heimat Portugal entspricht, in dem das Unvollendete, dass noch zu erschaffende und nie zu Ende geschaffene eine wichtige Rolle spielen. Er sieht sich selbst als nomadischen Künstler. Werke sind stets Work in Progress und sollen niemals ankommen, sondern immer offen sein zur Verschmelzung vom Blick des Künstlers mit dem Blick des Betrachters. 
Zu seinem Work in Progress gehören Installationen, Skulpturen, Gemälde, Zeichnungen und Videoinstallationen.
Einzelausstellungen hatte er unter anderem in Porto, Mexiko-Stadt, Madrid, Lissabon, Berlin, Los Angeles, Rio de Janeiro, Bogota, Frankfurt am Main 2022.
Werke befinden sich auch in folgenden Galerien und Museen: Fundação de Serralves, Museum of Modern Art, Museum Haus Konstruktiv, Museu Calouste Gulbenkian.
In Deutschland wurde er einem größeren Publikum durch seine Installation in der Rotunde der Frankfurter Schirn mit dem Titel „I always tried to imagine my home“ bekannt, die vom 18. Februar 2022 bis 22. Mai 2022 stattfand.

## Ausstellungen
- 2021: Mind awake, body asleep. Wiener Secession (17. September – 7. November 2021)[2]
- 2022: I always tried to imagine my home. Schirn Kunsthalle Frankfurt (18. Februar – 22. Mai 2022)[3]
- 2022: Against the Extravagance of Desire. Museo Nacional Centro de Arte Reina Sofía (8. Februar – 4. September 2022)[4]